# Choanozoa
Choanozoaires
Embranchement
Classification AlgaeBase
Embranchement
Taxons de rang inférieur
- Choanoflagellata
- Animalia

Synonymes
- Apoikozoa Budd & Jensen, 2015
- Choanimal Fairclough et al., 2013

Les Choanozoa (en français Choanozoaires) sont un embranchement d'eucaryotes du règne des  Protozoa.
En classification phylogénétique ils appartiennent à la lignée (ou clade) des Opisthochontes. 
Les Animaux (Animalia) auraient émergé parmi les Choanozoa en tant que clade frère des Choanoflagellés. En effet, d'après Cavalier-Smith, les phylums des Choanozoa et des Amoebozoa peuvent être regroupés dans le sous-règne paraphylétique des Sarcomastigota, à partir duquel les animaux et les champignons ont évolué indépendamment.
Les Choanozoa ont été décrits comme possédant un cil postérieur.

## Étymologie
Le nom Choanozoa est dérivé du grec ancien χόανος / choanos, entonnoir, et ζῶον / zōon, animal.

## Liste des sous-embranchements
Selon le World Register of Marine Species (16 septembre 2022) :
- Choanofila
- Cristidiscoidia

Selon l'IRMNG (16 septembre 2022) :
- Choanofila
- Paramycia

## Liste des classes
Selon GBIF (16 septembre 2022) :
- Choanoflagellatea
- Cristidiscoidea
- Filasterea
- Ichthyosporea
- Rozellidea

## Systématique
Le nom scientifique de ce taxon est Choanozoa, choisi par le biologiste britannique Thomas Cavalier-Smith, en 1981.
Dans son acception initiale, Choanozoa avait pour synonymes :
- Choanoflagellata[4]
- Craspediophyta[4]
- Craspedophyta[4]
- Cryptomycota[5]